# Ceylalictus taprobanae
Ceylalictus taprobanae là một loài Hymenoptera trong họ Halictidae. Loài này được Cameron mô tả khoa học năm 1897.